# Michel Chauvet (militaire)
Pour les articles homonymes, voir Chauvet.
Michel Chauvet (11 avril 1920 - 24 janvier 2007) est un marin français de la Seconde Guerre mondiale engagé dans la France libre.

## Publications
- Michel Chauvet, Frédéric Cailliaud : Les Aventures d'un naturaliste en Égypte et au Soudan : 1815-1822, Édition L'Albaron, 1992 (ISBN 978-2-86723-034-9 et 2867230349)
- Michel Chauvet, Le sable et la neige : mes carnets dans la tourmente, 1939-1945, Nantes, Éditions du Petit Véhicule, 1er février 1997, 427 p. (ISBN 978-2-84273-004-8 et 2842730046)